# Mons Esam
Mons Esam är ett litet berg på den del av månen som vetter mot jorden. Det står isolerat i den nordligaste delen av månhavet Mare Tranquillitatis. Det har en maximal diameter vid basen av 8 kilometer. Berget har fått sitt namn efter ett arabiskt mansnamn.
Mons Esam ligger sydväst om kratern Vitruvius och västnordväst om kratern Lyell. Precis söder om berget ligger de små kratrarna Diana och Grace.